# Dagmar Hase
Dagmar Hase (n. 22 decembrie 1969, Quedlinburg, Republica Democrată Germană, Germania) este o înotătoare germană, medaliată olimpică. A participat la 2 ediții ale Jocurilor Olimpice (1992, 1996) în care a câștigat o medalie de aur, 5 medalii de argint și o medalie de bronz.